# Jacques Izoard
Pour les articles homonymes, voir Izoard.
Jacques Delmotte, dit Jacques Izoard, né le 29 mai 1936 à Liège et mort le 19 juillet 2008  dans le quartier populaire de Sainte-Marguerite à Liège, est un poète et essayiste belge, plus spécifiquement liégeois. 

## Biographie
Titulaire d’un régendat littéraire, Jacques Delmotte enseigne le français dans l’enseignement secondaire technique et professionnel durant de longues années. Il entame parallèlement, sous le pseudonyme de Jacques Izoard – qu'il emprunte à un col alpin – une œuvre littéraire tournée vers la poésie dès 1962 avec la parution d'un premier opus : Ce manteau de pauvreté.
Son œuvre poétique – une soixante de recueils – sera régulièrement récompensé, notamment par le prix Mallarmé en 1979 pour son recueil Vêtu, dévêtu, libre, et le prix Triennal de poésie décerné par la Communauté française de Belgique en 2001. 

### Animateur et mentor
Il anime la Revue 25 (ou M25) créée par Robert Varlez en 1977, où il sera rejoint par Françoise Favretto en 1979. Au total, 152 numéros et 12 plaquettes (fin de publication en 1992).
Jacques Izoard est resté l'inspirateur de « l'école de Liège » dont l'enjeu était de « publier la poésie contemporaine » dans l'esprit de la revue Odradek (30 numéros de 1972 à 1980), d'après l'expression de Kafka « Odradek » pour désigner un objet qui bouge tout le temps et qui ne se laisse pas attraper.
Il fut pendant plus de 30 ans organisateur à Liège de La Nuit de la Poésie. Il a découvert entre autres Eugène Savitzkaya, avec qui il partagea sa maison, rue Chevaufosse, et a encouragé de nombreux poètes, auteurs et artistes comme Nicolas Ancion, Karel Logist, Serge Delaive, William Cliff, Robert Varlez, Jean Marie Mathoul, Patrick Fraselle, Selçuk Mutlu ou Ben Arès.
En 2006, l’université de Liège lui consacre un colloque. 
Le lendemain des funérailles de son ami Gaston Compère, le 19 juillet 2008, il s’éteint à 72 ans, victime d'une crise cardiaque à son domicile, dans son quartier de Sainte-Marguerite.

## Un enracinement universaliste
Son œuvre comporte une soixantaine de recueils de poésie, ainsi qu'un essai sur Andrée Chedid. Commencée de son vivant, la publication des trois volumes de ses Œuvres complètes a été menée par les éditions de la Différence de 2006 à 2011.
« La poésie d’Izoard se caractérise par une structure simple et épurée et par le souci de la sonorité des mots ». Résumant son système poétique, Lionel Ray en parle comme d'un « secret et tendre attachement à ce qui est à la limite du perceptible, mais qui peut avoir du corps ».
Dans Ce manteau de pauvreté - poèmes et autres récits (1962) il chante Liège :

« je suis des yeux les autobus

effrénés

rouges à l'assaut des montées

prénom de mon prénom Liège ensorceleuse

orageuse orange été de nos meuses

orangeade amère aux soifs d'Outremeuse

les flots verts de l'Ourthe

les nuits de l'Amblève

ou de la place Saint-Jacques ou le pont d'Avroy. »

Dans Petites merveilles, poings levés (1980), il évoque les pays au-delà de Liège : 

« les mots de passe à traduire dans toutes les langues, pour que tous y perçoivent ce que nous ressentons dans l'immédiat: Bons Enfants, Hoù-si-ploût, Cutes Peûres, Bom bom lom so li stokèt, djambe di bwè n'a nin d'ohès… Et les jurons noirs qui jubilent : non di djû! De Bouvignes à Stavelot, par exemple, suivons les traces invisibles des chemins disparus. Qu'en reste-t-il? Et donnez-moi des nouvelles de l'ancien chemin qui allait de Nassogne à Marche… Et venez respirer l'odeur des tilleuls dans la drève de Grune… Cette région plante sa force tranquille dans les étuis des hampes d'herbes, et l'herbe elle-même effilée, coupe la peau, fait jaillir la goutte de sang qui fait frémir. L'Europe afflue ici et là. Je ne le prouverai que par un exemple irréfutable : ce chemin pierreux des environs de Spa, je l'ai déjà suivi dans les montagnes des Asturies, plus loin que Soto de Lorio ! Ainsi, ce qui nous rattache à notre propre espace, en l'occurrence, la Wallonie, ne serait point le fait d'assumer un pesant patriotisme dont nous n'avons que faire. Il s'agirait plutôt, de manière pertinente, de vivre en symbiose avec notre entourage, notre paysage, notre eau vive, nos collines et de les défendre avec vigilance contre toute injure… »

Et il revient à Liège dans Corps, Maisons, Tumultes (1991) :

« Batte. Ivrognes d'hiver. Ou ivoire ivre.

Batte inventée. Bateau-lavoir des violettes.

Batte invulnérable où la cité dort.

Batte. Averse nue ou nue averse.

Batte: insultes et jurons, jérémiades, débandades.

Batte: instrument aigu des supplices.

Ou sommeil. Inouïe léthargie.

Insensé brasier de paroles. »

### L'avis de Jean-Marie Klinkenberg
Parlant de ce dernier poème, Jean-Marie Klinkenberg parle de « l'initiateur généreux qu'est Jacques Izoard qui continue sa grande œuvre d'exploration […] On retrouve ici, comme dans La Patrie empaillée ou Vêtu, dévêtu, libre, une volonté tendue et douloureuse pour dissocier puis réassocier les mots et les choses, pour faire éclater le corps et les objets construits, afin d'en mieux voir la vérité. Pour dire cette vérité en phrases toujours nues, aux mots toujours simples, mais réorganisés savamment, géométriquement, comme dans un jeu de tangram. Les trois mots du titre sont emblématiques d'une œuvre qu'il aborde en triades, comme pour mieux se protéger des dualités qui blessent. Le corps, chez Izoard, n'est jamais un tout organique avec quoi on entretiendrait une relation facile : on ne peut jamais en toucher une partie ; il est à la fois objet mécanique et pétrifié — os, articulations, paquets d'organes, leviers — et instrument vivant de l'appréhension du monde. »

## Œuvre

### Principales publications
- Ce manteau de pauvreté - poèmes et autres récits, Liège, Éditions de l'Essai, 1962.
- Les Sources de feu brûlent le feu contraire, Bruxelles, Société des Écrivains, 1964
- Aveuglement Orphée, Paris, Guy Chambelland, 1967.
- Des lierres, des neiges, des chats, Bruxelles, Henry Fagne, 1968.
- Un chemin de sel pur (suivi de) Aveuglément Orphée, Paris, Guy Chambelland, 1969.
- Le Papier, l'Aveugle, Liège, Éditions de l'Essai, 1970.
- Voix, Vêtements, Saccages, Paris, Bernard Grasset, 1971.
- Des laitiers, des scélérats, Paris, Saint-Germain-des-Prés, 1971.
- Six poèmes, Liège, Tête de Houille, 1972.
- La Maison des cent dormeurs, Paris, Gaston Puel, 1973.
- La Patrie empaillée, Paris, Bernard Grasset, 1973.
- Bègue, Bogue, Borgne, Waremme, Éditions de la revue Donner à voir, 1974.
- Le Poing près du c.ur, dans Verticales 12, no 21-22, Decazeville, 1974.
- Poèmes, Saint-Gengoux-le-National, Louis Dubost, 1974.
- La Maison dans le doigt, dans Cahiers de Roture, no 4, Liège, 1974.
- Poulpes, Papiers, Paris, Commune Mesure, 1975.
- Rue obscure (avec Eugène Savitzkaya). Liège, Atelier de l'Agneau, 1975.
- Le Corps caressé, Paris, Commune Mesure, 1976.
- La Chambre d'Iris, Awan-Aywaille, Fonds de la Ville, 1976.
- Andrée Chédid (essai), Paris, Seghers, 1977.
- Vêtu, dévêtu, libre, Paris, Pierre Belfond, 1978.
- Plaisirs solitaires (avec Eugène Savitzkaya), Liège, Atelier de l'Agneau, 1979.
- Avec la rouille et les crocs du renard, dans Douze poètes sans impatience, Paris, Luneau-Ascot, 1979.
- Enclos de nuit, Senningerberg (Grand-Duché de Luxembourg), Origine, 1980.
- Langue, Nantes, Cahiers du Pré Nian, 1980
- Petites merveilles, poings levés, Herstal, Atelier de l'Agneau, 1980.
- Frappé de cécité dans sa cité ardente. Liège, Atelier de la Soif étanche, 1980.
- Le Corps et l'Image. Liège, « Aux dépens de l'artiste », 1980.
- Axe de l'œil, Herstal, Atelier de l'Agneau, 1982.
- Pavois du bleu, Saint-Laurent-du-Pont (Isère), Le Verbe et l'Empreinte, 1983.
- Voyage sous la peau, Nantes, Pré Nian, 1983.
- M'avait il dit, dans La Lettre internationale, nE 16, printemps 1988.
- Sommeil d'encre, Ougrée, M25 productions, (1988).
- Corps, Maisons, Tumultes, Paris, Belfond, 1990.
- Ourthe sourde, S.L., MYRDDlN, 1991.
- Poèmes (avec Andrée Chédid), ville d'Épinal, 1991.
- Le Bleu et la Poussière, éditions La Différence, 1998 - Prix Alain Bosquet 1999 et Prix triennal de poésie 2001)
- Pièges d'air, Liège, Le Fram, 2000.
- Dormir sept ans, éditions La Différence, 2001
- Vin rouge au poing, Amay, L'Arbre à paroles, 2001
- Les Girafes du Sud, éditions La Différence, 2003 (avec Selçuk Mutlu)

- La Peau qui se déchire, 2004. Illustré de trois sérigraphies de Camille De Taeye.
- Tout mot tu, tout est dit, suivi de Traquenards, corps perdus, Châtelineau, Le Taillis Pré, 2004
- Petits crapauds du temps qui passe, St-Quentin-de-Caplong, Atelier de l'agneau, 2006 (avec Michel Valprémy)
- Thorax, PHI, 2007
- Lieux épars : poèmes, Paris, La Différence, 2008, 155 p. (ISBN 978-2-7291-1713-9)

### Ouvrages collectifs
- « Escaliers de Liège. Liège des escaliers », dans Il était douze fois Liège, Editions Mardaga, 1980, 246 p. (ISBN 9782802100300, lire en ligne), p. 101-110

### Publications posthumes
- Osmose perpétuelle : 4 entretiens, Saint-Quentin-de-Caplong, Atelier de l'agneau, 2010, 77 p. (ISBN 978-2-930440-29-3)
- Poudrière et autres poèmes  (préf. René de Ceccatty), Académie royale de langue et de littérature françaises de Belgique et Ercée, 2011
- J'apprenais à écrire, à être. Anthologie  (postface Gérald Purnelle), Bruxelles, Espace Nord, coll. « Poésie » (no 343), 2016, 272 p. (ISBN 978-2-87568-074-7, OCLC 944160668, présentation en ligne)

### Éditions desŒuvres complètes
Œuvres complètes, édition La Différence (établie, présentée et annotée par Gérald Purnelle) :
- Volume I, Poésie, 1951-1978, Paris, Éd. de la Différence, 2006, 992 p. (ISBN 2-7291-1617-6).
- Volume II, Poésie, 1979-2000, Paris, Éd. de la Différence, 2006, 960 p. (ISBN 2-7291-1618-4).
- Volume III, Poésie, 2000-2008, Paris, Éd. de la Différence, 2011, 539 p. (ISBN 978-2-7291-1959-1)

## Distinctions et récompenses
- prix Mallarmé en (1979) pour son recueil Vêtu, dévêtu, libre
- prix Alain Bosquet (1999) pour le recueil Le Bleu et la poussière
- prix Triennal de poésie décerné par la Communauté française de Belgique (2001)
- prix de poésie Louis Montalte (2006)[6]

### Biographie
- La revue littéraire « Orage-Lagune-Express » a consacré un numéro à Jacques Izoard en 1994. Il s'agissait d'un portrait à partir de textes et d'une iconographie fournie par ses amis peintres, écrivains et journalistes. C'est Denys-Louis Colaux qui se chargea de collecter les contributions de René de Ceccatty, Joseph Orban, Serge Czapla, Eugène Savitzkaya, William Cliff, Françoise Favretto, Andrée Chedid, Francis Edeline, Bernard Deson, etc.
- René de Ceccaty, « Jacques Izoard, poète », Le Monde,‎ 23 juillet 2008 (lire en ligne)